# Amphitritides ithya
Amphitritides ithya är en ringmaskart som beskrevs av Anne D. Hutchings och Glasby 1988. Amphitritides ithya ingår i släktet Amphitritides och familjen Terebellidae. Inga underarter finns listade i Catalogue of Life.